# Контрасигнатура
Контрасигнатурата (на латински: contra – срещу; signatura – подпис) е юридически термин, с който се означава необходимостта от преподписване на даден документ за потвърждаване на неговата валидност и за легитимното му изпълнение.
Типичен пример са заповедите за редовен платен годишен отпуск. Те трябва да са подписани както от ръководителя на учреждението, така и от прекия ръководител (началник на отдел, бригадир и пр.).
Според конституцията, указите на президента също трябва да бъдат преподписани от премиера или ресорния министър, в зависимост от отрасловата компетентност, за да влязат в сила.